# سي إتش-113 لابرادور
سي إتش-113 لابرادور و تدعى أيضا فارسة البحر الكندية و هي نسخة معدلة من سي إتش-46 سي نايت الأمريكية، و خدمت القوات المسلحة الكمبودية و الجيش الكندي كنسختان.
و تستخدم لنقل الحمولات و التزويدات العسكرية و الحملات اللوجستية و التكتيكية .